# Batalla de Macomer
La batalla de Macomer fue una de las batallas de la revuelta de Cerdeña.

## Antecedentes
En 1295 el papa Bonifacio VIII proclamó la paz de Anagni para cerrar la guerra de Sicilia, en la que Jaime II el Justo cedía el reino de Sicilia a los Estados Pontificios y recibía del papa 12 000 libras tornesas, y probablemente la promesa de infeudación de Córcega y Cerdeña. Por el tratado de Cefalú se pactaba el matrimonio de Jaime con Blanca de Nápoles, hija de Carlos II de Anjou, y eran devueltos a este los tres hijos que había tenido que dejar como rehenes en Cataluña a cambio de la su libertad en 1323. Hasta 1420, Alfonso el Magnánimo no se decide iniciar la conquista, que no finalizaría hasta la rendición de Alghero y Sassari.
El virrey de Cerdeña gobernaba la isla, y esta sufrió epidemias de peste y cólera, además de la malaria anual, con el resultado del descenso de población. Leonardo de Alagón inició un intento de independencia sarda en 1470, pretendiendo restablecer el Juzgado de Arborea, y derrotando a los aragoneses en la batalla de Uras en 1470. Tomó el castillo de Monreale y otras tierras reales y pretendía casarse con la hija del conde de Modica, por lo que el virrey fue a Barcelona acusando a Leonardo de Alagón de sublevar la isla contra el rey, y obtuvo la sentencia de muerte y la confiscación de bienes el 15 de octubre de 1477.
Los sublevados atacaron Logudoro 1478, pero no consiguieron tomar el castillo de Ardara y fueron vencidos por Angelo Marongio en Mores.

## La batalla
El ejército del virrey de Cerdeña, al mando de Nicolás Carroz de Arborea, desembarcó en Cagliari en abril de 1478 e inició negociaciones con Leonardo de Alagón, que fracasaron.
Nicolás Carroz de Arborea derrotó a los rebeldes definitivamente a Macomer el 19 de mayo de 1478. En la batalla murieron entre 8 000 y 10 000 hombres, entre ellos Artal de Alagón y Arborea.

## Consecuencias
Leonardo de Alagón huyó a Bosa, desde donde embarcó rumbo a Génova, pero en alta mar fue traicionado y entregado al almirante Juan III de Vilamarí, que lo llevó a Valencia donde fue juzgado y condenado a muerte, pena conmutada por cadena perpetua, y recluido en el castillo de Játiva, donde murió el 3 de noviembre de 1494.